# Tony Aitken
Tony Aitken (Solihull, 20 juni 1946) is een Brits acteur, voornamelijk bekend door het spelen van kleine rollen in populaire Britse televisieprogramma's.
Hij is te zien in series als Porridge, Poirot van Agatha Christie, Holby City, Casualty, en hij speelde de postontvanger in de speelfilm The Remains of the Day.
Zijn bekendste rol is misschien wel de "vrolijke troubadour" in de aftitelingen van Blackadder II, waarin hij ook de gek ("zielige arme Tom") speelde in "Money" .